# Łany (Nowa Góra)
Łany – przysiółek wsi Nowa Góra w Polsce, położony w województwie małopolskim, w powiecie krakowskim, w gminie Krzeszowice, stanowiący odrębne sołectwo. Na terenie sołectwa funkcjonuje Sala Królestwa Świadków Jehowy dla zboru Ostrężnica.
W latach 1975–1998 przysiółek należał administracyjnie do województwa krakowskiego.